# Zuidhollandse Molen
De Zuidhollandse Molen of "Nieuw-Dussensche poldermolen" is een poldermolen uit 1791 aan de Buitenkade 4 in de plaats Hank in de Noord-Brabantse gemeente Altena. Eigenaar is Molenstichting Land van Heusden en Altena.

## Doel
Na de Sint-Elisabethsvloeden (in 1404, 1421 en 1424) waren delen van Holland en Zeeland voorgoed veranderd. Vooral de tweede watersnood in 1421 richtte veel schade aan. De dijken van onder meer de Groote Waard waren doorgebroken en zo ontstond een gebied dat we nu kennen als de Biesbosch. Ook de oude dijk van Dussen naar Almkerk was doorgebroken, deze werd pas in 1650 vernieuwd. Om de waterafvoer te bevorderen werd daar ruim een eeuw later de Zuidhollandse molen gebouwd.

## Beschrijving
De molen is een houten achtkante grondzeiler. In 2004 was de molen in slechte staat en werd hij stilgezet. In 2007 onderging de molen een grote restauratie, waarbij een van de potroeden is vervangen door een gelaste roede van de firma Vaags.
De Zuidhollandse Molen bemaalde tot 1964 de in 1682 bedijkte Zuid-Hollandse Polder, tegenwoordig maalt de molen in circuit. Voor de bemaling is een ijzeren scheprad met een diameter van 6,40 meter en een breedte van 64 cm in de molen aanwezig. De uit 1878 stammende wateras is van ijzergieterij Prins van Oranje.
De molen heeft een Engels kruiwerk dat bediend wordt met een kruiwiel. Voor het vangen (stilzetten) heeft de molen een Vlaamse vang met vangtrommel.
De molen is op afspraak te bezoeken.

## Molenaarshuis
In dit geval was de molen de eerste eeuw bewoond, maar in 1877 werd naast de molen een molenaarshuis gebouwd. Het molenaarshuis is al eerder gerestaureerd en in 2004 gekocht door luitenant-generaal b.d. Cees de Veer.

## Fotogalerij

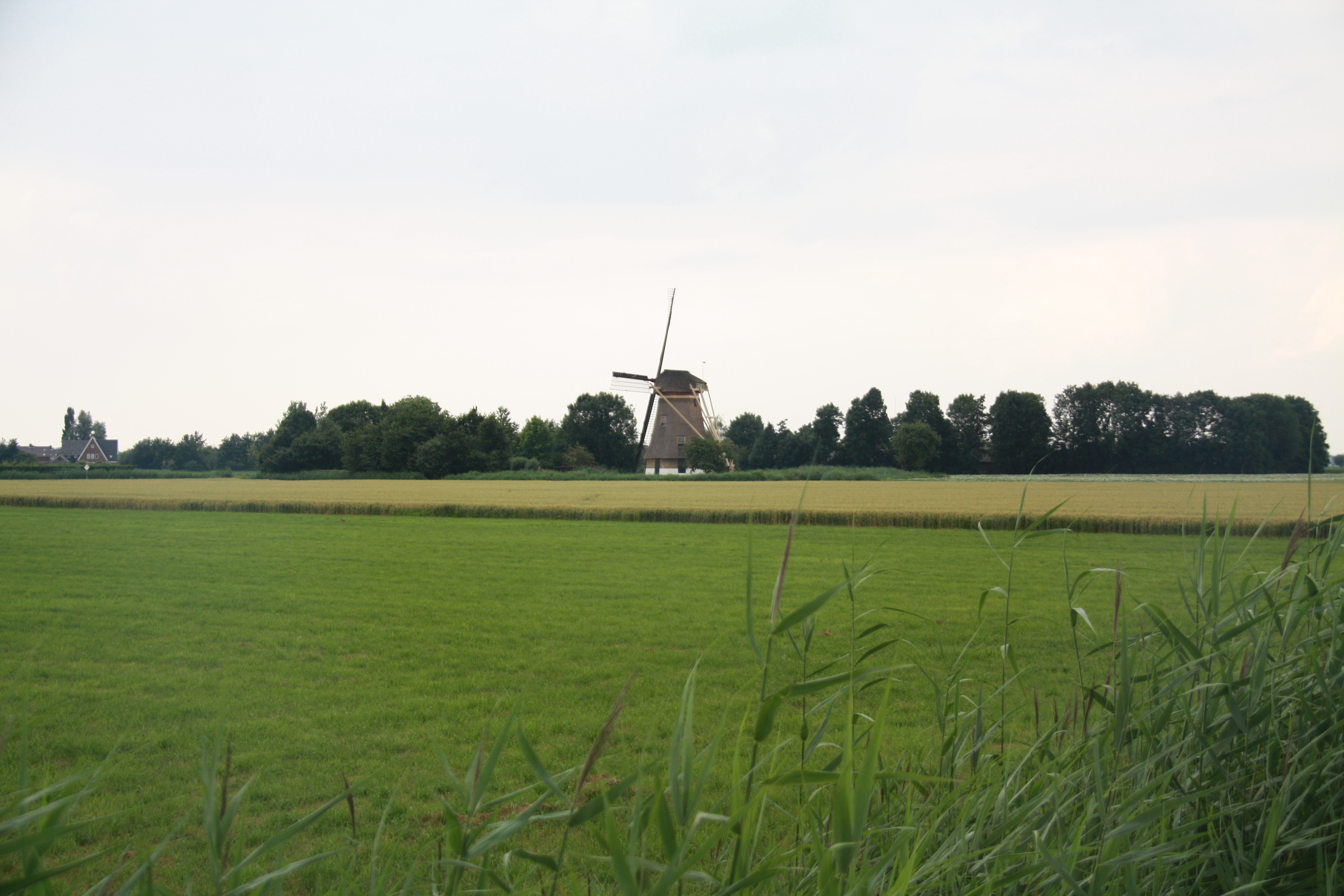
Zuidhollandse Molen (2009)
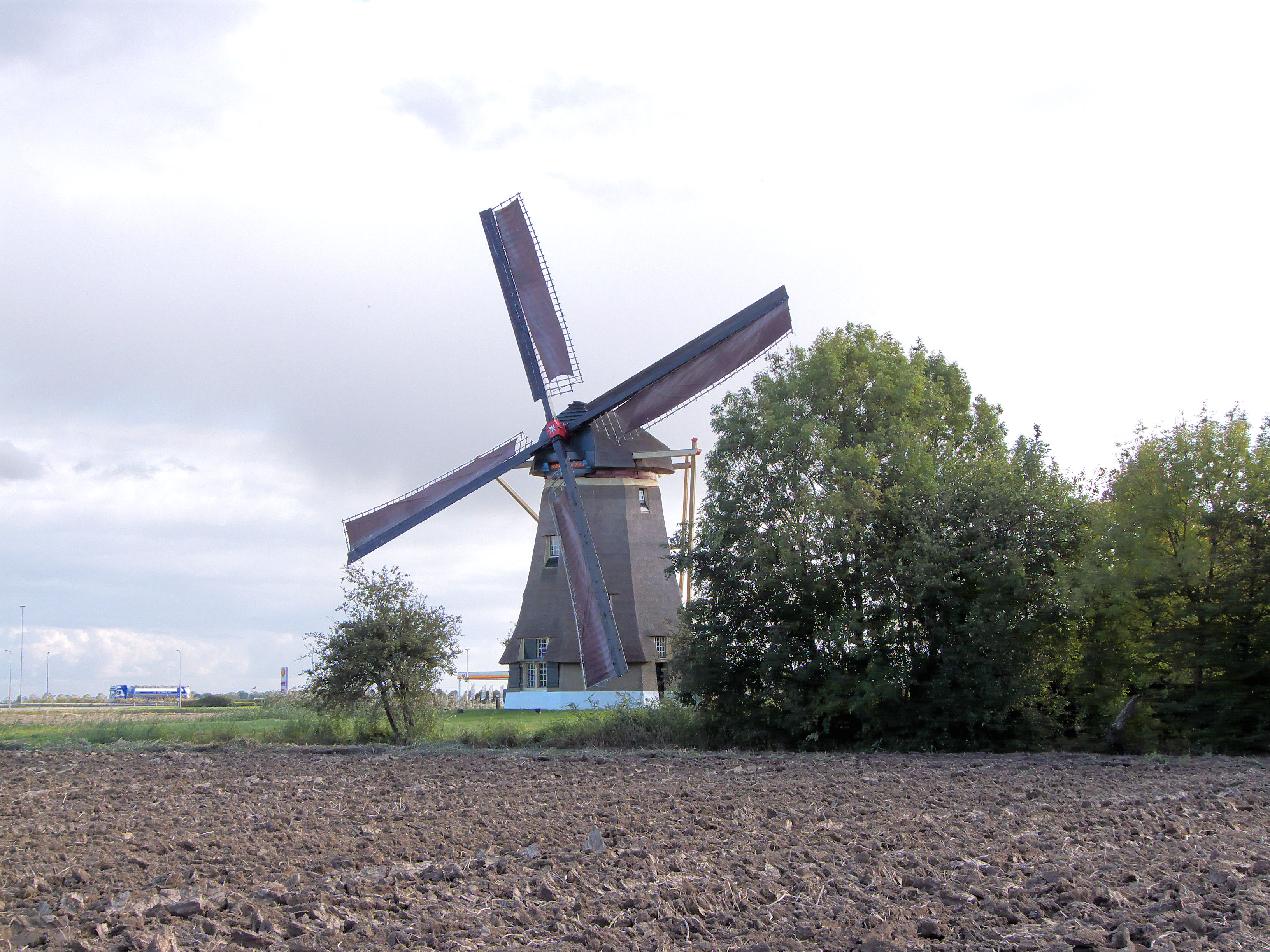
Zuidhollandse Molen (2009)
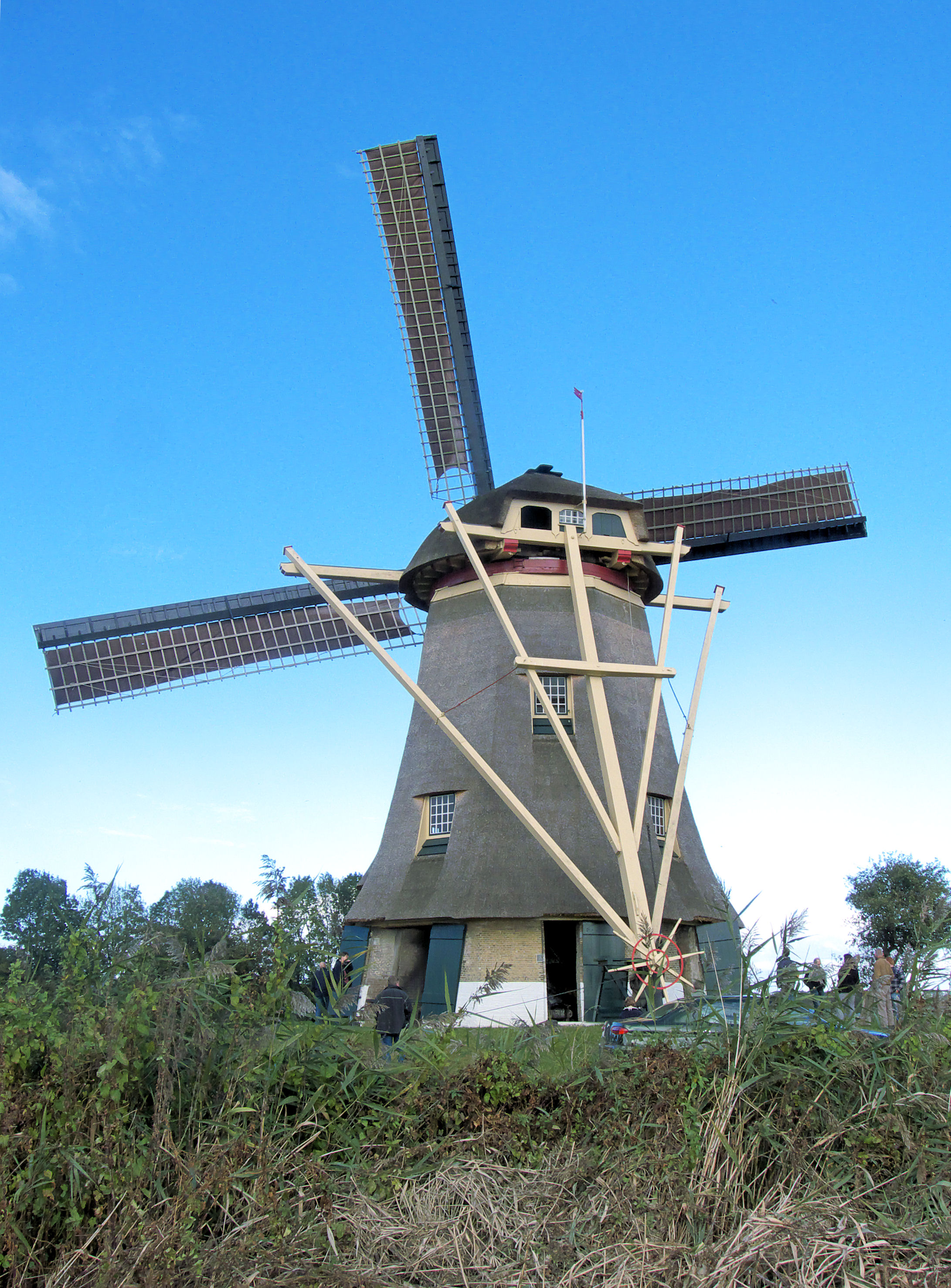
Zuidhollandse Molen (2009)
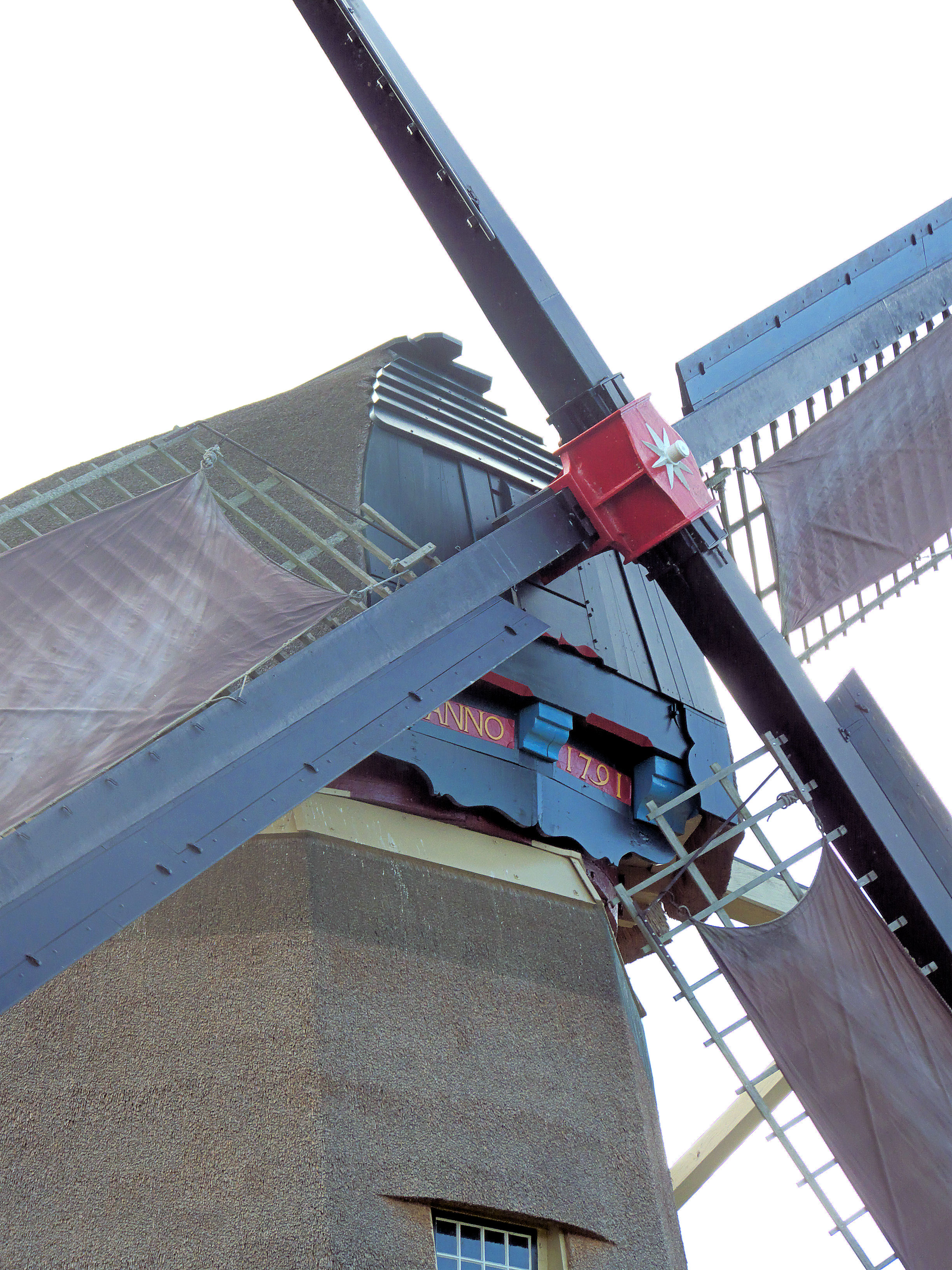
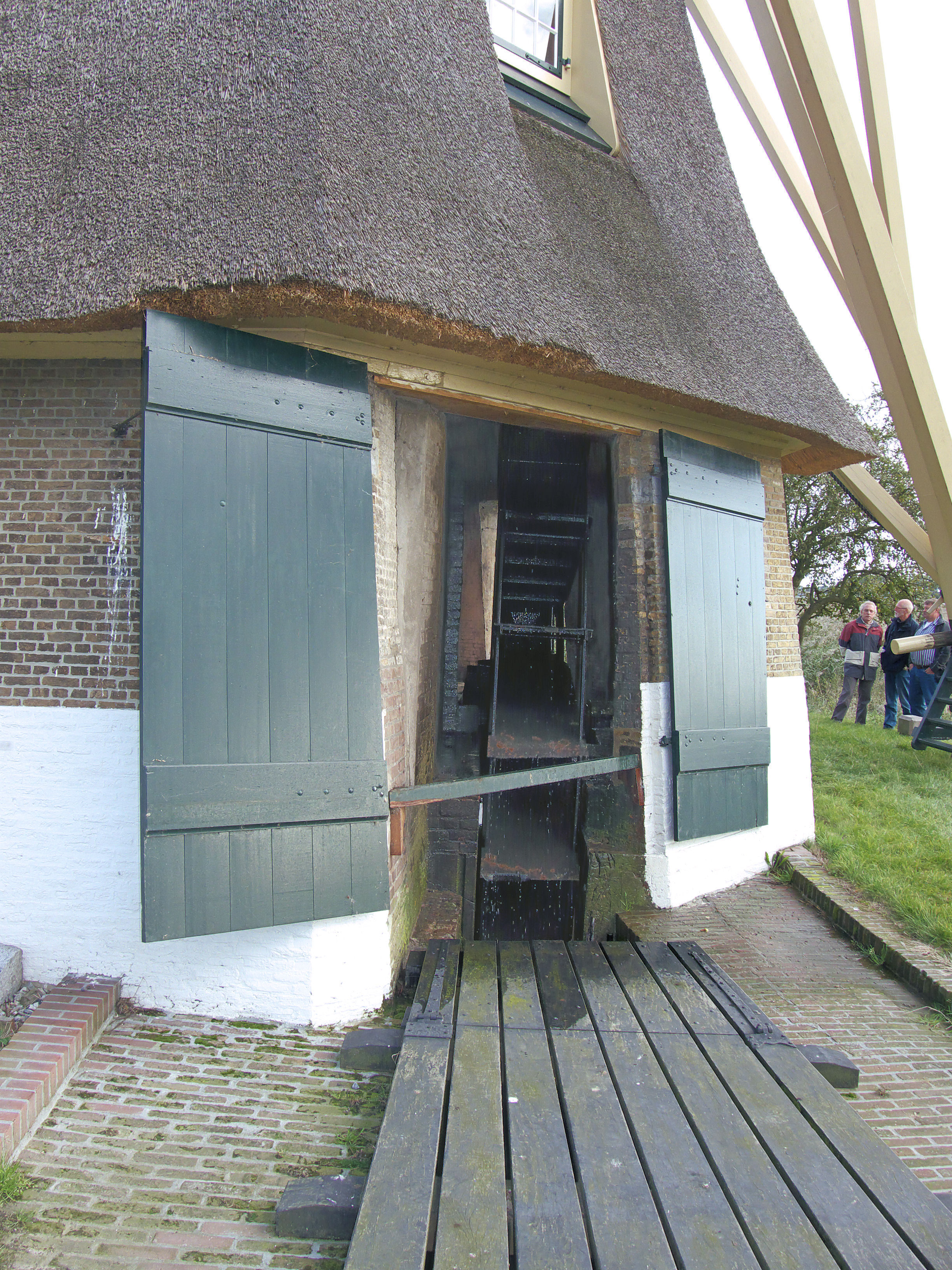
Binnenscheprad
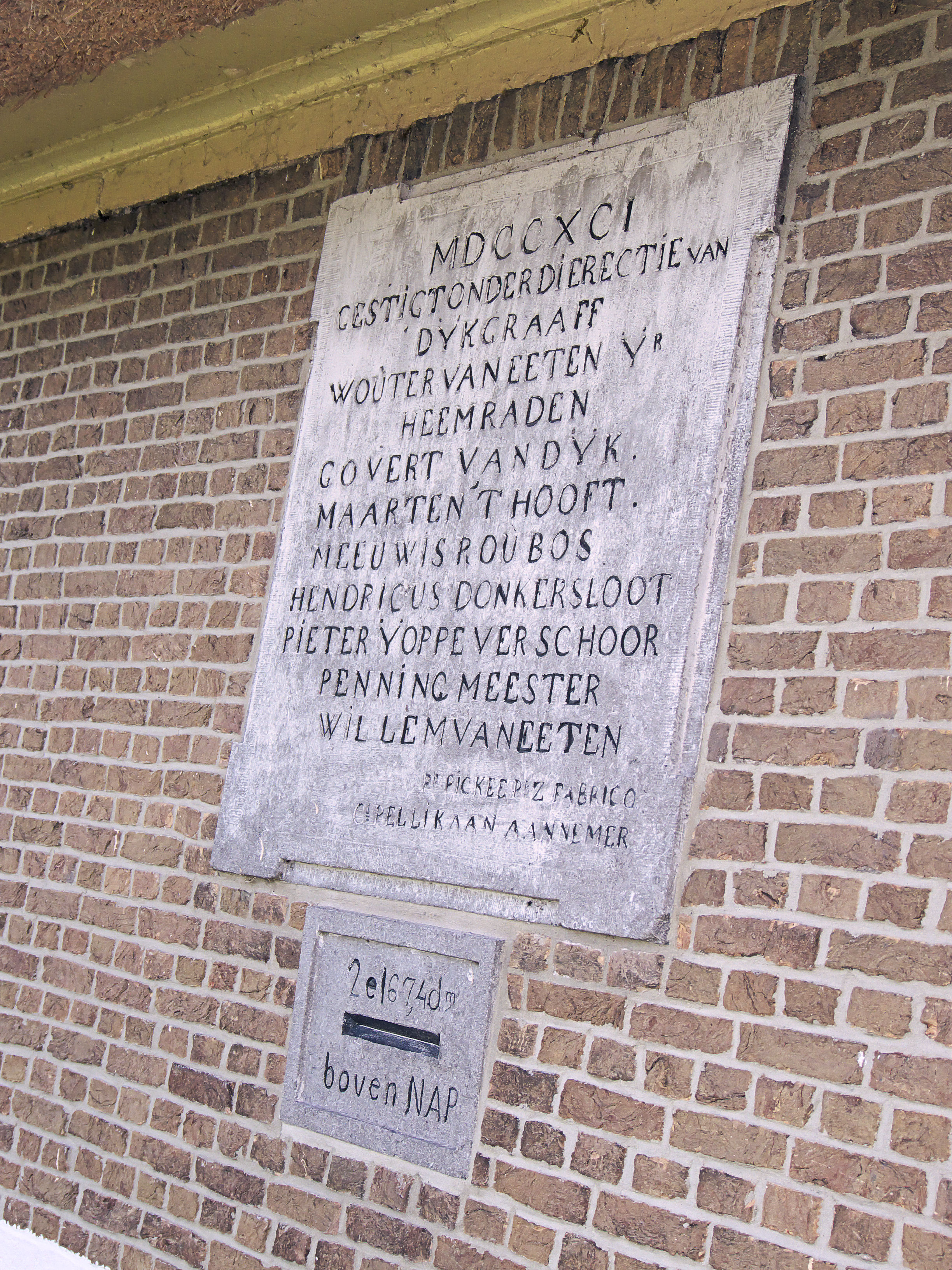
Gevelsteen
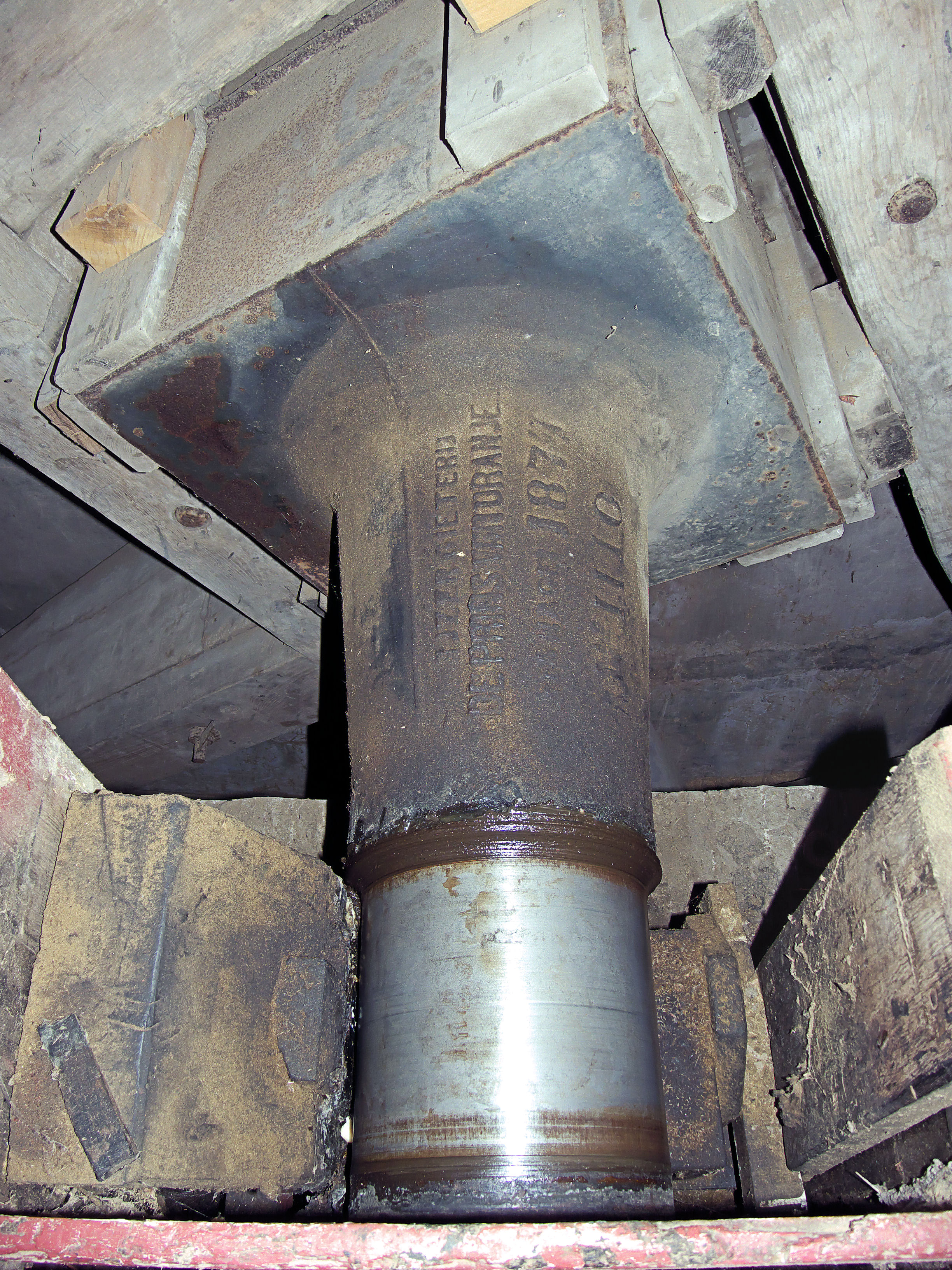
Wateras
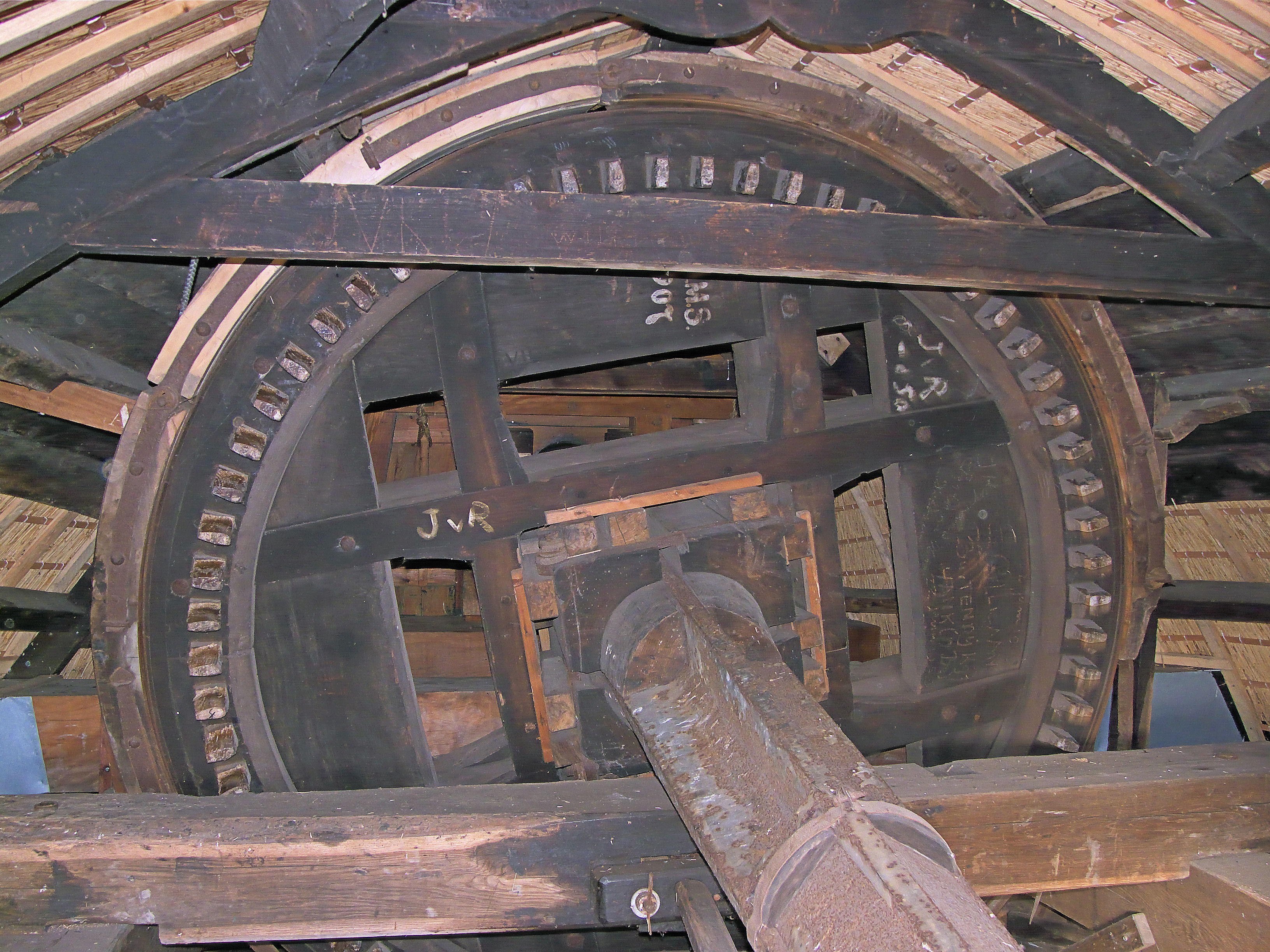
Bovenwiel